# Rumex crispus
Rumex crispus es una especie de planta herbácea del género Rumex de la familia Polygonaceae. En el calendario coreano la flor de esta planta significa amor/afecto, y se corresponde al día 4 de diciembre.

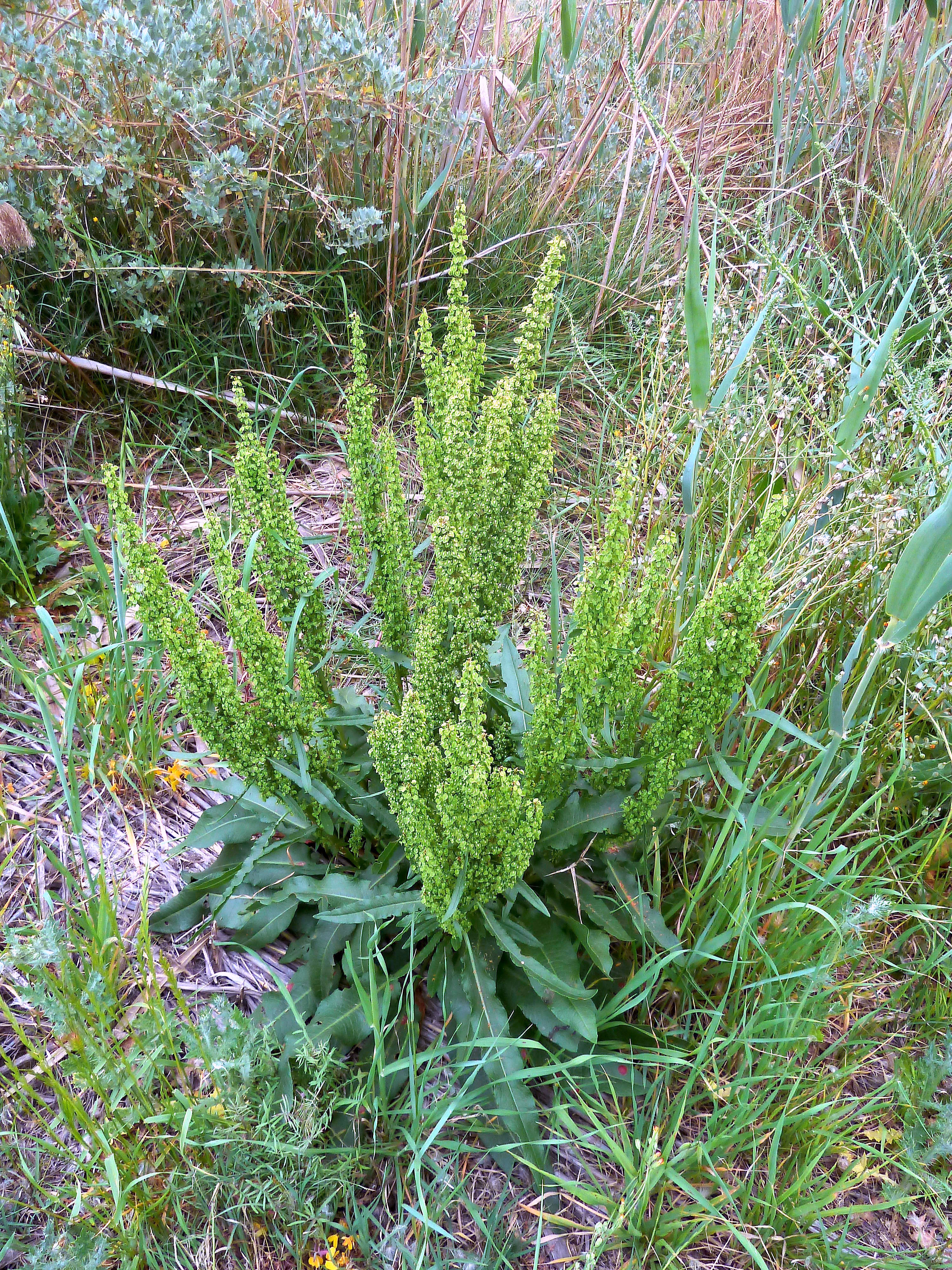
Vista general en fructificación

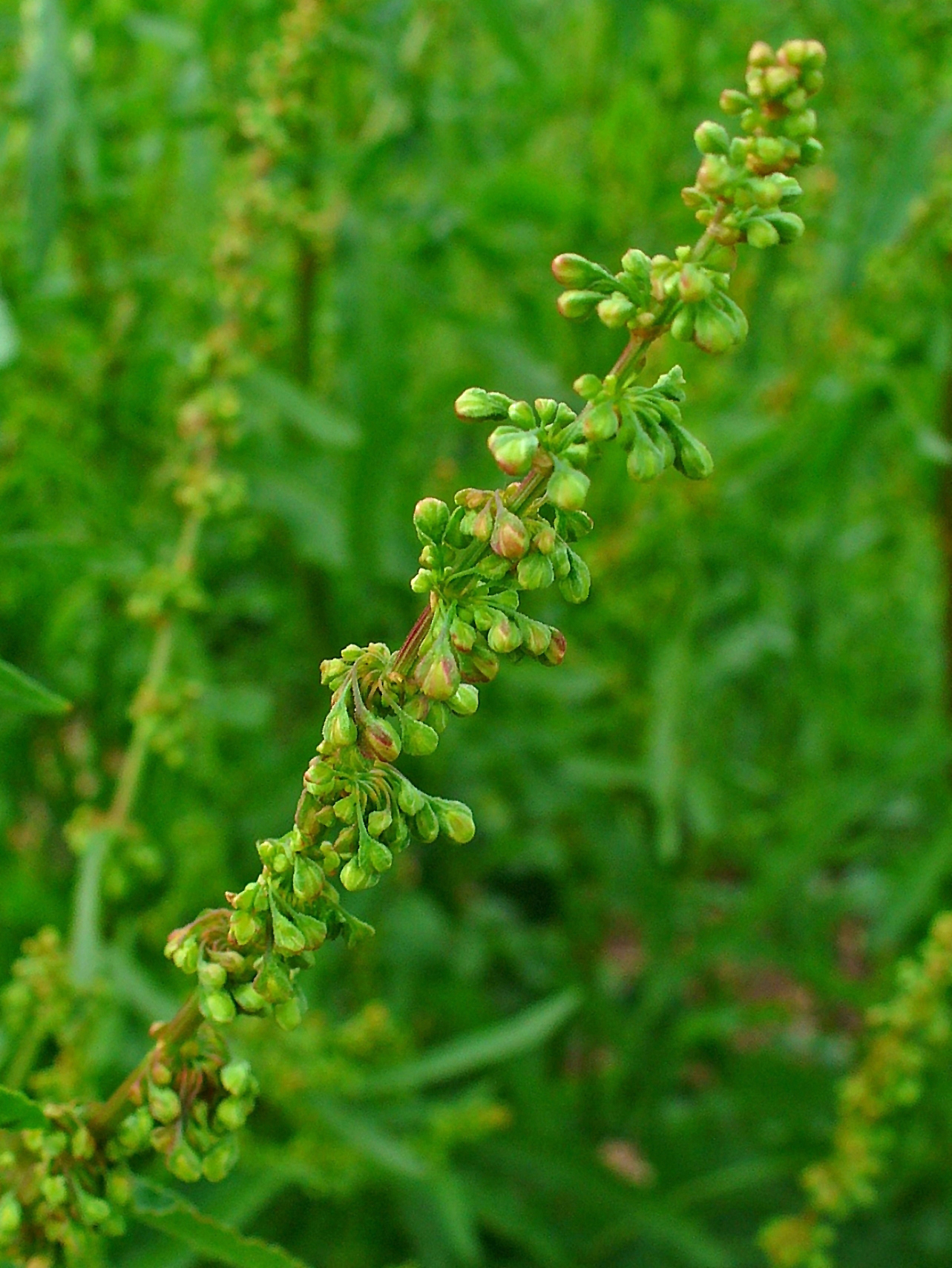
Inflorescencia

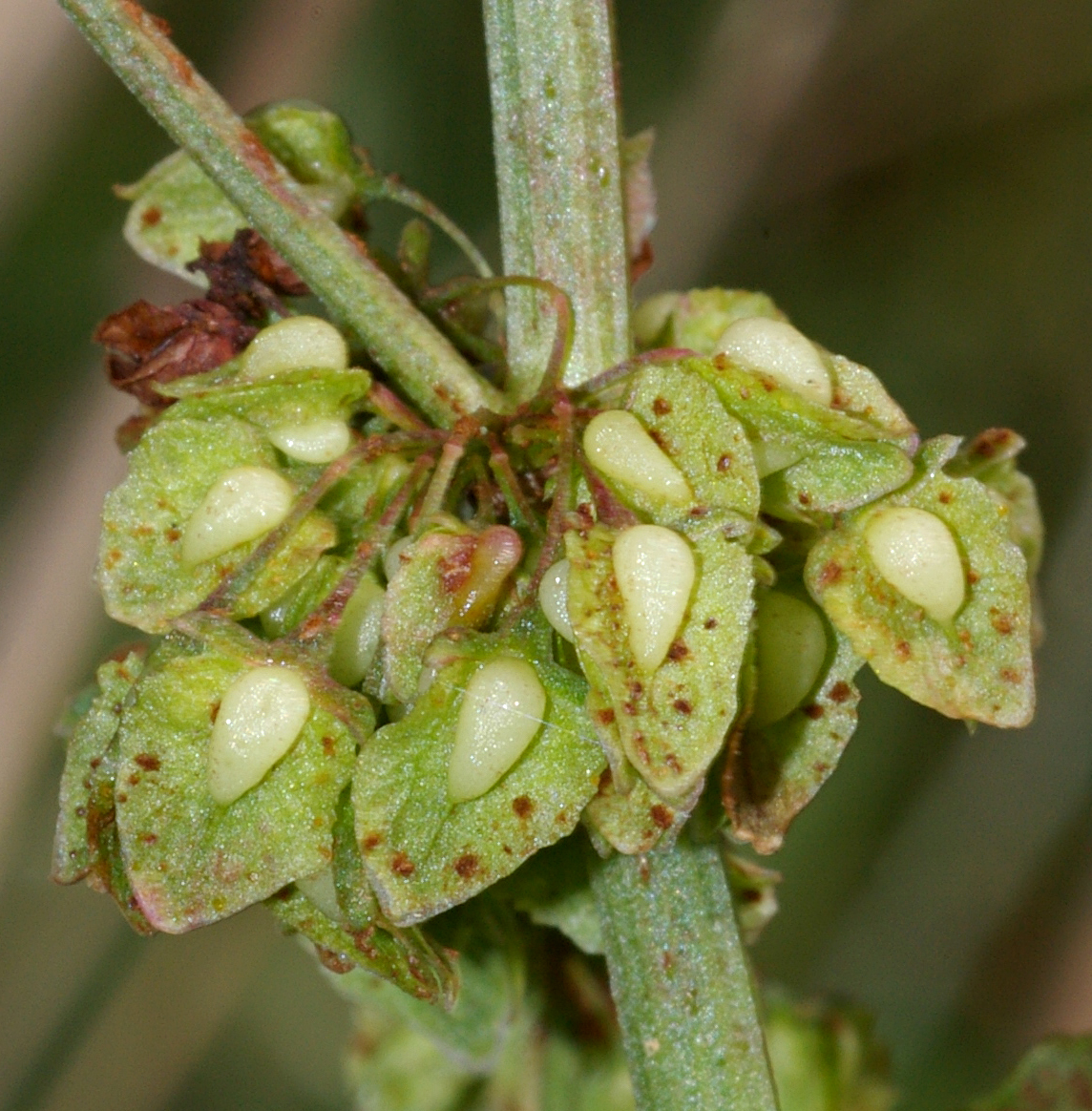
Frutos inmaduros in situ

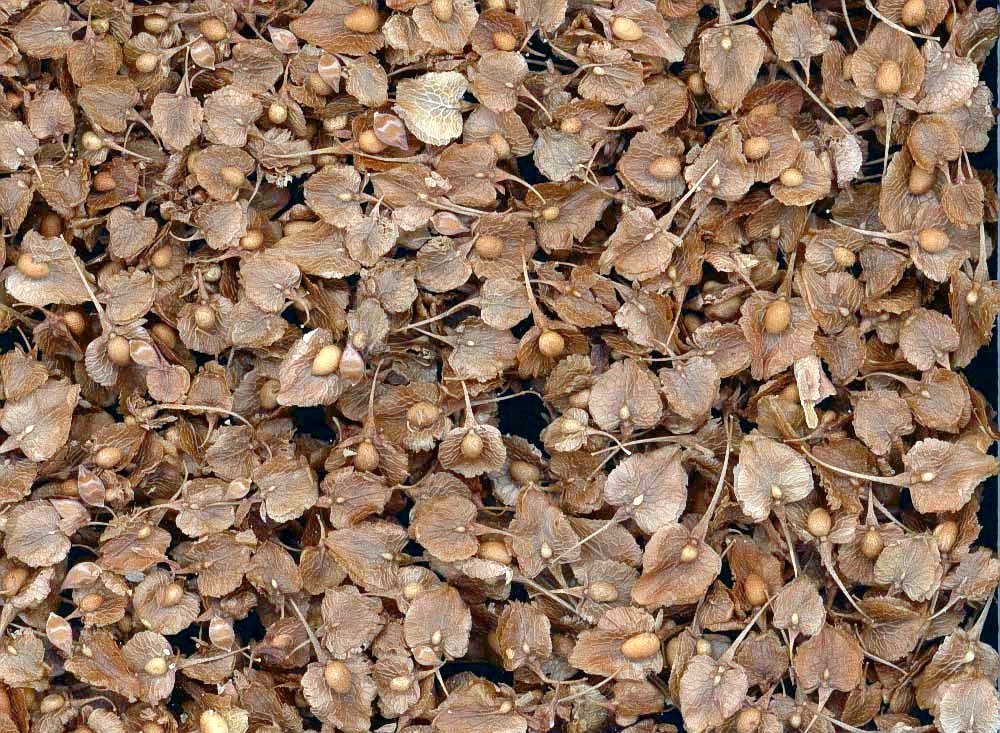
Frutos maduros

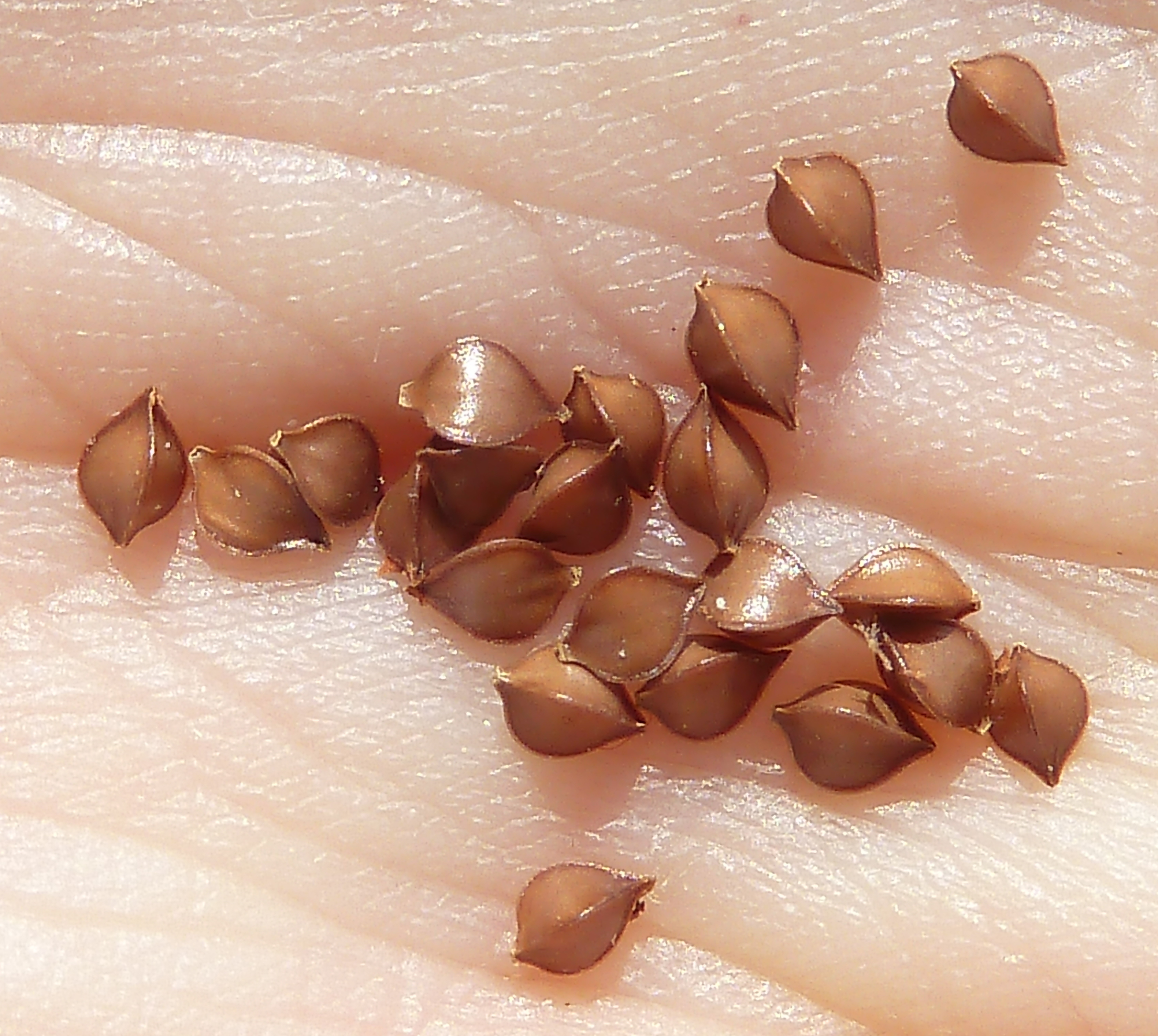
Semillas sueltas

## Descripción
Planta erecta, muy ramificada, perenne, de hasta 1,5 m. Hojas estrechas y lanceoladas, normalmente de margen ondulado. Las basales con pecíolos largos, lanceoladas a oblongo-lanceoladas, de 10 a 30 cm de largo, borde frecuentemente ondulado, con la venación manifiesta, las hojas superiores más reducidas. La inflorescencia con las flores verticiladas y dispuestas en panículas densas, estrechas, alargadas, ascendentes, de 10 a 50 cm de largo, pedicelos florales de 5 a 10 mm de largo, articulados cerca de la base. Segmentos periánticos de fruto acorazonado, entero, con tres (raramente una) protuberancias. Florece en verano.

## Hábitat
Terrenos baldíos, páramos. campos, playas marinas, estuarios.

## Distribución
Nativa en toda Europa, parte de Asia y África. Naturalizada en el mundo entero.

## Propiedades
Los principios activos de la planta se encuentra en la raíz y se utiliza, por tanto, la parte fresca de la raíz  (o el rizoma que es un tallo subterráneo), que suele ser la más joven. También se pueden utilizar las hojas, que tienen el mismo efecto farmacológico.

### Composición química
Contiene varios principios activos, los cuales dan lugar al efecto farmacológico y a las propiedades de la droga:
- oxalatos y ácido oxálico (hasta el 25 %)
- antraquinona
- Trazas de aceites esenciales
- taninos (7-15 %)
- sales de Fe (1.5 %)
- flavonoides, como el catecol, quercitina, vitexina.
- vitamina C.

La presencia de estos elementos nos indica que la planta tiene actividad biológica medicinal.

### Usos medicinales
Se utiliza para el tratamiento de estreñimiento crónico, anemia, en individuos con defensas escasas y también por tratamiento de diarrea.

### Acciones farmacológicas / propiedades
Es antianémico, remineralizante, cicatrizante, vitamínico, expectorante, estimulante de las defensas orgánicas, y también se puede atribuir la acción de diurético. Por su contenido en derivados antraquinónicos debería presentar acción laxante suave, en cambio por su contenido en taninos también puede ser utilizado como astringente (antidiarreico) y, de hecho, esta es su principal aplicación popular además de hemostático local.

## Taxonomía
Rumex crispus fue descrita por   Carlos Linneo  y publicado en Species Plantarum, vol. 1, p. 335, 1753.
Etimología
Ver: Rumex
crispus: epíteto latíno que significa "rizado".
Sinonimia
- Lapathum crispum (L.) Scop.
- Lapathum crispum Garsault nom. inval.
- Rumex odontocarpus Sandor ex Borbás[4]

## Nombres comunes
- Castellano: aceda de culebra, acedera, acedera brava, acedera de perro, acedera de sapo, acederón, acederones, aciderones, arromalgas, azaderones, capachos, carbana, carbano, carbaza, carbazana, carbéi, carbeña, carpaza, colanca, engorda-puercos, espinaca bravía, hidrolapato menor, hidrolápato menor, hierba de la paciencia, hoja de restrallo, hoja de romance, hoja de sapo, hydrolapato menor, lampaza, lampazo, lapaza, leitarega, lengua de buey, lengua de vaca, llampaza, llapazo, mastranzo, nabiza, paciencia, paciencias, paniega, rábano, rábano cordero, ramagón, rizada, romanza, romanzas, romaza, romaza crespa, romaza rizada, romazas, ruibarbo silvestre, rumaza, tabaco, tabaquera, tabaqueros, tallos de perro, vinagrera, vinagreras, yerba mulata.[5]
- acelga del Perú, gualtata.[6]